# Asesinatos de Byron David Smith
Los homicidios de Byron David Smith ocurrieron el Día de Acción de Gracias de 2012, cuando Haile Kifer, de 18 años, y su primo Nicholas Brady, de 17, irrumpieron en el hogar de Byron David Smith, de 64 años, en Little Falls, Minnesota, en los Estados Unidos. Smith, armado con una Ruger Mini-14, abrió fuego contra los adolescentes, por separado, con minutos de diferencia, mientras entraban al sótano de su domicilio, en donde él se encontraba, comentándole más tarde a la policía de que estaba preocupado de que estuvieran armados.
El caso disparó un debate sobre la "castle doctrine" (en español, doctrina del castillo), la cual permite a un propietario defender su hogar con fuerza letal. La fiscalía alegó que las acciones de Smith, y una grabación que él mismo hizo mientras se desarrollaba el incidente mostraron una premeditación (lo que en términos judiciales de EE. UU. se conoce como "lying in wait" o "al acecho" en español) y que había usado fuerza excesiva luego de haber neutralizado la amenaza. Fue condenado por un jurado luego de 3 horas de deliberación y fue sentenciado a cadena perpetua.

## Acontecimientos
Smith (en ese entonces de 64 años) estaba retirado del Departamento de Estado de los EE.UU. No estaba casado y vivía solo. Su hermano lo describió como un oficial ingeniero de seguridad retirado.
Byron Smith alegó en el juicio que antes de los asesinatos había sido víctima de robos al menos una docena de veces en los meses anteriores. Pero se supo que solo había reportado a la policía un robo y los investigadores encontraron evidencias de otros 2 robos anteriores (uno de los cuales ocurrió en su garage y sobre el que él parecía no tener conocimiento cuando fue mencionado por la policía). Entre los artículos robados, se hallaban 4 mil dólares en efectivo, el reloj de POW de su padre, una colección de monedas y una motosierra. Smith comenzó a portar rutinariamente un arma enfundada dentro de su domicilio, como así también a almacenar botellas y agua y barras de granola en su sótano. Smith instaló un sistema de seguridad para protegerse a sí mismo.
Había evidencia de que Kifer y Brady habían cometido dos robos anteriormente, y Brady estaba siendo investigado por robos anteriores, incluyendo uno el mismo día en que fueron asesinados.

## Incidente
El 22 de noviembre de 2012, Smith condujo su vehículo hasta el frente del hogar de uno de sus vecinos y lo estacionó allí. Más tarde ese mismo día, Kifer y Brady irrumpieron en el hogar de Smith. Evidencia videográfica de las cámaras de vigilancia muestran a los adolescentes rondando la propiedad antes de su irrupción.
Según las propias declaraciones de Smith a la policía, estaba visitando a uno de sus vecinos cuando vio a Kifer, de quién él sospechaba que cometía los robos, conducir por su hogar. Comentó que necesitaba alistarse para ella y regresó a su domicilio. Al llegar, encendió un dispositivo grabador que poseía. Removió los bombillos de luz del techo y se posicionó en una silla que estaba escondida de la vista en la oscuridad. Escuchó una de sus ventanas del piso superior romperse y a Brady trepando por ella (capturado en la grabación de sonido). Smith entonces aguardó en silencio por 12 minutos, hasta que Brady comenzó a descender al sótano. En ese momento, Smith le disparó a Brady dos veces mientras bajaba por las escaleras, y una vez más en la cabeza luego de que cayera al final de las mismas. Hizo comentarios sarcásticos y burlones sobre el cadáver de Brady, lo envolvió en una lona y lo arrastró hasta otra habitación. Subió al piso superior y luego de 10 o 15 minutos, regresó corriendo hacia el sótano, recargó su arma y resumió nuevamente su posición en la silla oscurecida. Minutos después, Kifer entró al hogar y se la pudo oír llamando a su primo. Mientras comenzaba a bajar por las escaleras, Smith le disparó. Herida, cayó hacia el fondo de las mismas y se puede oír a Smith en la grabación decir "Oh, lo siento por eso" luego de que su arma se encasquillara, seguido de Kifer diciendo "Oh, dios mío" rápidamente. Smith le disparó nuevamente, varias veces en el torso, mientras se puede oír a Kifer gritar "Oh dios mio!" antes de recibir un último disparo en su ojo izquierdo con un revólver calibre 22. Se puede oír a Smith usando nombres despectivos hacia Kifer mientras la arrastraba hacia la otra habitación, para luego colocar su cuerpo encima del cadáver de su primo y acto seguido disparándole una última vez debajo del mentón, matándola. El audio y video de los eventos fueron grabados por el sistema de seguridad de Smith.

## Investigación
Las muertes no fueron inmediatamente reportadas a la policía. Smith esperó hasta el día siguiente para notificar a las autoridades, alegando que no quería molestar a la policía en la noche de Acción de Gracias. El Sheriff del Condado de Morrison, Michel Wetzel, admitió que Brady y Kifer estaban por perpetrar un robo en la residencia de Smith. La hermana de Brady dijo que su hermano le había robado drogas de su hogar el 28 de agosto, un caso que todavía se encontraba en investigación al momento de su asesinato. Evidencia recuperada del vehículo que conducía Brady se vinculó al robo de la residencia de una maestra jubilada la noche antes de que él y Kifer fueran asesinados por Smith.
Las declaraciones de Smith a la policía describen cómo dio los coups mortel (en español, golpes fatales o mortales) a ambos adolescentes en la cabeza luego de dispararles en las escaleras y de que cayeran heridos en el piso del sótano. En su declaración, Smith dijo que Kifer había dejado salir una carcajada luego de caer por las escaleras, indicando que "si tú estás disparando a alguien y esa persona se ríe de tí, pues vuelves a disparar". La cinta de audio no grabó a Kifer riendo, sino gritando "Oh, dios mío!" muy rápidamente en temor. En las entrevistas policiales Smith admitió "haber hecho más disparos de los que eran necesarios" y que había "disparado un tiro limpio mortal" a la cabeza de Kifer.

## Debate sobre la doctrina del castillo
Analistas legales han declarado que los disparos iniciales habrían estado justificados bajo las leyes de Minessota, pero que los disparos subsecuentes no lo estaban luego de que cualquier amenaza haya sido neutralizada. El Sheriff Wetzel declaró que "La ley no permite ejecutar a alguien luego de que la amenaza desaparezca." El profesor Joseph Olson, de la Universidad de Leyes de Hamline dijo: "Creo que el primer disparo está justificado. Pero luego de que la persona ya no es una amenaza porque se encuentra seriamente herida, la aplicación de la defensa personal ya no es válida."
En adición al sistema de vigilancia de su hogar, Smith también grabó casi 6 horas de audio en una grabadora digital en el sótano de su residencia. Antes de la irrupción de los adolescentes, se puede oír a Smith decir "en tu ojo izquierdo" y "me doy cuenta que no tengo una cita pero me gustaria ver a alguno de los abogados aquí". La fiscalía hizo alusión a que más tarde Kifer sufrió un disparo en su ojo izquierdo por Smith y alegó que los dichos de Smith eran un ensayo de lo que diría luego del incidente, una indicación de que sabía que pronto necesitaría un abogado.
Luego del tiroteo, Smith hizo un número de declaraciones en las grabaciones, incluyendo una en la que dijo "No soy un liberal fanático. Siento que estoy limpiando un desastre, pero no algo como comida derramada, no algo como vómito, ni siquiera algo como... algo como diarrea, sino el peor desastre posible. Y me encontraba atorado con ello. Solo estoy cumpliendo con mi deber civil. si las fuerzas de la ley no pueden manejarlo, yo tengo que hacerlo. Tuve que hacerlo. Las fuerzas de la ley no podían manejarla y cayó en mi regazo y me arrojó su problema a mis pies... ella me tiró su problema directo a mi rostro. Y tuve que ocuparme del desastre." Las grabaciones de Smith, la evidencia que indicaba que había planeado el tiroteo, junto con el número excesivo de disparos que realizó, llevaron a que fuera acusado de asesinato en segundo grado. Smith fue inicialmente acusado de 2 cargos de asesinato en segundo grado, sin embargo, en abril de 2013, se le acusó de 2 cargos de asesinato en primer grado. La fianza se fijó en $50.000 dólares (equivalentes a $55.550 dólares en 2020), que Smith pagó.
El profesor de leyes Joseph Daly comentó que las leyes que rodeaban el caso fueron dividiendo a la pequeña comunidad de Little Falls. "En algunos estados, si alguien irrumpe en tu hogar tienes permitido matarlo. Punto", dijo Daly. También dijo que otros estados, como Florida, tienen la ley de "stand your ground" (en español, defender tu posición), pero Minnesota tiene lo que se conoce como la doctrina de persona razonable. "Si una persona razonable pudiera ver que estás en temor de un gran daño físico o muerte. Ese es nuestro estatuto. Y se resume en que vería una persona razonable en este caso para el Sr. Smith?" dijo Daly, argumentando que una muerte sumarísima es razonable.

## Juicio
El 21 de abril de 2014, el juicio con jurado de Smith comenzó en el condado de Morrison. Smith fue representado por los abogados Steven J. Meshbesher y Adam T. Johnson. El 29 de abril de 2014, Smith fue hallado culpable de dos cargos de asesinato en primer grado luego de 3 horas de deliberación por parte del jurado. Fue sentenciado inmediatamente a prisión perpetua sin posibilidad de libertad condicional. Según el jurado, las grabaciones de audio fueron la mayor influencia en su decisión. "Esa fue la pieza de evidencia mas dañina en mi mente", Wes Hatlestad, uno de los 12 jurados, dijo al finalizar el juicio. "Esa grabación que captura los asesinatos suceder y las grabaciones de las entrevistas del Sr. Smith luego de su arresto... básicamente me convencieron de que estábamos tratando con un individuo enfermizo."

## Apelaciones
Luego de su condena y sentencia a cadena perpetua, Smith apeló a la Suprema Corte de Minnesota. El 9 de marzo de 2016, la Suprema Corte afirmó la condena de Smith y su sentencia. En noviembre de 2018, los abogados de Smith llenaron una apelación federal, citando un breve cierre del juicio al público como motivo para anular la condena de Smith, que, si se aceptaba, requeriría un nuevo proceso de juicio.  La corte federal del distrito denegó la apelación, y la Corte de Apelaciones de EE. UU. lo afirmó. El 20 de noviembre de 2020, los abogados de Smith llenaron una petición de "writ of certiorari" en la Corte Suprema de los Estados Unidos, que fue denegada el 22 de marzo de 2021.

## Ley
Bajo el estatuto del estado de Minnesota, "Fuerza razonable será usada sobre o hacia una persona sin el consentimiento de ésta cuando las siguientes circunstancias existieran o el actor crea razonablemente que existieran...cuando sea usada por cualquier persona que posea legalmente propiedad real y personal...al resistirse...cualquier interferencia ilegal hacia dicha propiedad...
Otro estatuto indica: "El acto de tomar la vida intencionalmente de otro no está autorizado... excepto cuando sea necesario para resistir o prevenir una ofensa en la que el actor razonablemente crea que está expuesto él mismo u otro a un gran daño físico o muerte, o para prevenir la comisión de un crimen en la propiedad del actor."
De acuerdo a otro estatuto: "En los juicios criminales, la corte decidirá cuestiones de la ley, excepto en los casos de difamación criminal, y el jurado decidirá cuestiones de hechos."